# دوره پنجره
دوره پنجره (به انگلیسی: window period) برای (تشخیص) یک بیماری (خصوصاً بیماری‌های عفونی) فاصله زمانی ای است بین عفونت اولیه و وقتی که تست تشخیصی بتواند عفونت را تشخیص دهد. در آزمایش‌های مبتی بر آنتی‌بادی دوره پنجره به زمان صرف شده برای تغییر سرمی بستگی دارد .
دوره پنجره برای اپیدمیولوژی و استراتژی‌های رابطه جنسی ایمن و اهدای خون و عضو مهم است؛ زیرا در این مدت فرد یا حیوان آلوده نمی‌تواند آلوده تشخیص داده شود اما همچنان می‌تواند دیگران را آلوده کند.
به همین دلیل، مؤثرترین راهبردهای پیشگیری از بیماری، آزمایش را با یک دوره انتظار طولانی‌تر از دوره پنجره آزمایش ترکیب می‌کند [ابهام].
برای مثال دوره پنجره یک آزمایش تشخیصی HIV به زمان بین آلوده شدن به HIV و زمانی که یک آزمایش می‌تواند HIV را در بدن تشخیص دهد، اشاره دارد. که می‌تواند بسته به نوع آزمایش و دیگر عوامل، از دو هفته و حتی کمتر تا سه ماه متغیر باشد. آزمایش‌های تشخیص HIV بر اساس RNA کمترین دوره پنجره را دارند.
دوره پنجره برای عفونت هپاتیت B به دوره زمانی بین ناپدید شدن HBsAg و ظاهر شدن HBsAb گفته می‌شود که نه HBsAg و نه HBsAb قابل تشخیص نیستند. در طول پنجره تغییر سرمی (سروکانورژن) HBsAg به HBsAb ، آنتی‌بادی از نوع IgM علیه آنتی‌ژن هسته ای ویروس هپاتیت ب (anti-HBc IgM) تنها آنتی‌بادی قابل تشخیص است. HBV-DNA نیز ممکن است مثبت باشد. این دوره پنجره در افرادی که به هپاتیت B مزمن مبتلا می‌شوند، یعنی افرادی که HBV-DNA قابل تشخیص برای بیش از ۶ ماه ادامه می‌یابد (HbsAg مثبت باقی می‌ماند) یا در افرادی که HBcAb مثبت ایزوله دارند، یعنی افرادی که HBsAg را از دست می‌دهند، اما HBsAb ایجاد نمی‌کند ،(DNA HBV ممکن است مثبت بماند یا خیر) رخ نمی‌دهد